# غسل اليدين

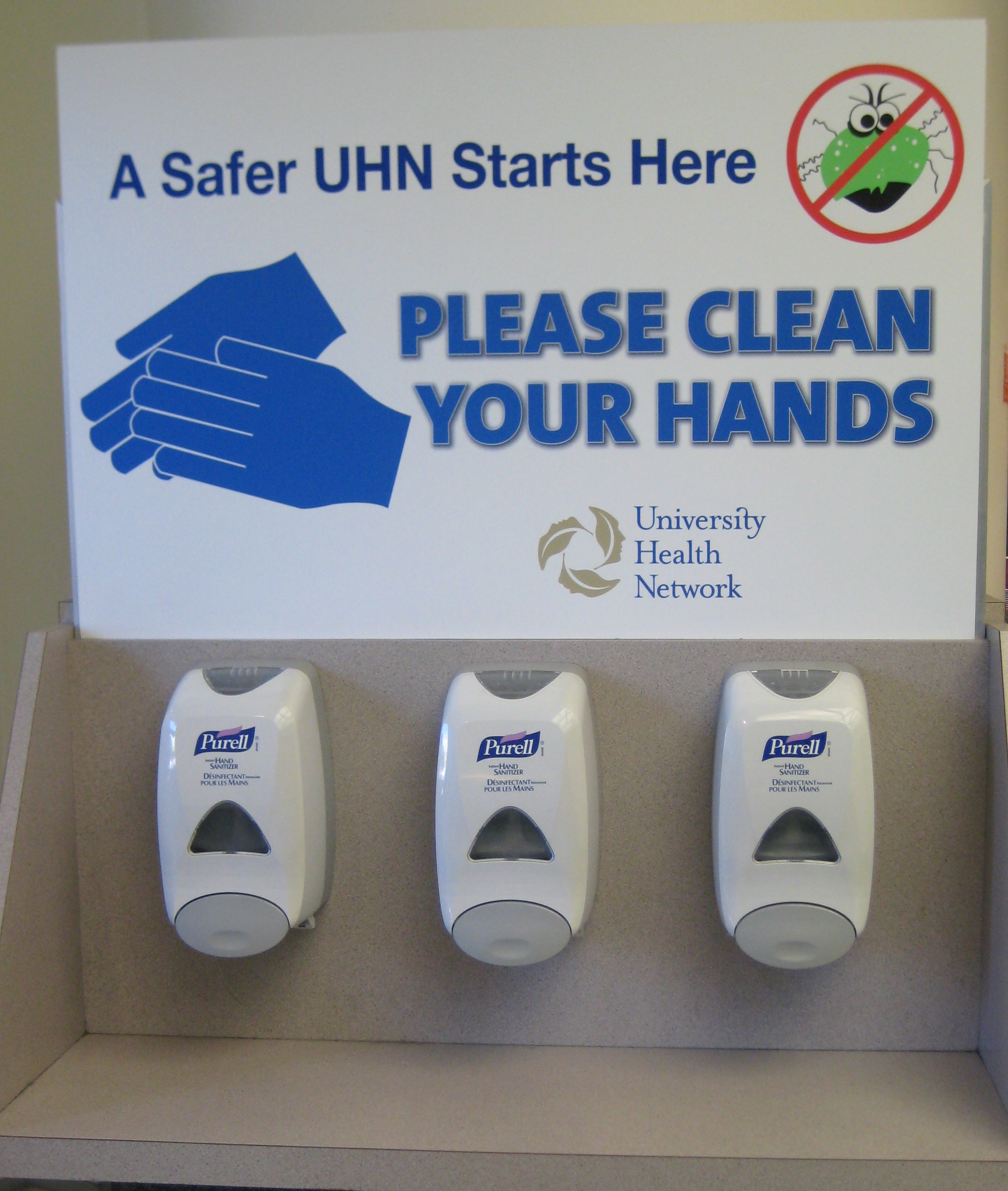
محطة تنظيف لليدين عند مدخل مشفى تورنتو العام

يعبر مفهوم غسل اليدين من ناحية النظافة اليدوية عن القيام بفعل تنظيف اليدين مع أو دون استخدام المياه أو غيرها من السوائل، أو مع استخدام الصابون، وذلك بهدف إزالة كل من التراب والغبار والكائنات الحية الدقيقة.
هذا وتناسب النظافة اليدوية الطبية المهن الصحية المرتبطة بإدارة الدواء والعناية الطبية التي تمنع أو تقلل من المرض وانتشاره. ويكمن الهدف الطبي الرئيسي لغسل الأيدي بجعل اليدين نظيفتين من مسببات الأمراض (بما فيها البكتيريا أو الفيروسات) والمواد الكيميائية التي يمكنها أن تكون سببًا في الأذى الشخصي أو المرض. إن هذا الأمر مهم بشكل خاص للأشخاص الذين يوصلون الطعام أو يعملون في المجال الطبي، علاوة على أنه ممارسة هامة أيضًا لعامة الناس. حيث يمكن للأشخاص أن يصابوا بعدوى أمراض الجهاز التنفسي مثل الإنفلونزا أو نزلات البرد، على سبيل المثال، إن لم يقوموا بغسل أيديهم قبل لمس أعينهم أو أنفهم أو فمهم أولًا. وفي الحقيقة، فقد صرحت مراكز السيطرة على الأمراض والوقاية منها (CDC) أنه: «من الموثق جيداً أن أحد أكثر المعايير الوقائية من انتشار مسببات الأمراض هو غسل اليدين الفعال.» وكمبدأ عام، فإن غسل اليدين يحمي الناس بشكل قليل أو على الإطلاق من القطيرات والأمراض المحمولة جوًا، مثل الحصبة والجدري والأنفلونزا إضافة إلى السل. كما أنه الحامي الأفضل ضد الأمراض التي تنتقل من البراز إلى الفم (مثل الكثير من أنواع التهابات المعدة أو ما يسمى بانفلونزا المعدة) والاتصال المادي المباشر (مثل داء القوباء).
إضافة إلى غسل اليدين بالماء والصابون، يعتبر استخدام معقم اليدين الكحولي طريقة فعالة في قتل بعض الأنواع من الكائنات المسببة للأمراض.
في غسل الماء الرمزي، فإن استخدام المياه فقط لغسل اليدين يعد جزءا من طقوس غسل اليدين بالنسبة للعديد من الديانات، من ضمنها الديانة البهائية والهندوسية فضلا عن طقوس الغسيل والوضوء في الديانة اليهودية. والممارسة المشابهة لها هي الاغتسال في الديانة المسيحية والوضوء في الإسلامية وميسوغي في شينتو.

## الصحة العامة

### الفوائد الصحية
يساهم غسل اليدين في الحد من انتشار الإنفلونزا والوقاية من فيروس كورونا، والأمراض المعدية الأخرى التي تسبب الإسهال، إضافةً إلى تقليل التهابات الجهاز التنفسي، أظهرت دراسة أجريت عام 2013 أن ممارسة غسل اليدين تحسن من نمو الأطفال دون سن الخامسة.
يمكن خفض معدلات وفيات الأطفال التي تسببها أمراض الجهاز التنفسي والإسهال بنسبة 50%، باتباع سلوكيات بسيطة مثل غسل اليدين بالصابون.
يُعد غسل اليدين بالصابون الطريقة الأكثر فعالية والأقل تكلفة للوقاية من الإسهال والتهابات الجهاز التنفسي الحادة، ويجب أن يكون غسل اليدين بالماء والصابون سلوكًا تلقائيًا لدى الأطفال في المنازل والمدارس والمجتمعات حول العالم.
غسل اليدين بالماء والصابون قبل الأكل وبعد استخدام المرحاض قد ينقذ حياة الملايين، ويقلل الوفيات الناجمة عن الإسهال بمقدار النصف، والوفيات الناجمة عن التهابات الجهاز التنفسي الحادة بمقدار الربع، وهو أفضل من أي لقاح أو تدخل طبي، وفقًا لليونيسف.

### الأعراض الجانبية
قد يؤدي غسل اليدين المتكرر والمفرط إلى تلف الجلد بسبب جفافه، إذ وجدت دراسة دنماركية عام 2012 أن الإفراط في غسل اليدين قد يؤدي إلى حكة جلدية متقشرة تعرف باسم التهاب الجلد التماسي، وهو أمر شائع خاصةً بين العاملين في مجال الرعاية الصحية.
يُعد الإفراط في غسل اليدين أيضًا أحد أعراض اضطراب الوسواس القهري.

### توصيات غسل اليدين
توجد عدة أوقات خلال اليوم يكون فيها غسل اليدين بالماء والصابون أمرًا مهمًا للحد من انتقال الأمراض من البراز إلى الفم:
- بعد استخدام المرحاض.
- بعد تنظيف الطفل وتغيير حفاضاته.
- قبل إرضاع الطفل.
- قبل الأكل وقبل تحضير الطعام أو التعامل مع اللحوم النيئة أو الأسماك أو الدواجن وبعدها.[10]
- قبل علاج الجرح وبعده.
- بعد العطس أو السعال أو نفث الأنف.
- بعد لمس فضلات الحيوانات أو التعامل معها.
- بعد لمس القمامة.[11][12]

### تحسين السلوكيات
يُعد معدل غسل اليدين بالماء والصابون في العديد من البلدان منخفضًا، إذ وجدت دراسة عن غسل اليدين في 54 دولة سنة 2015 أن 38.7% من الأسر فقط تمارس غسل اليدين بالصابون.
أظهرت دراسة عام 2014 أن المملكة العربية السعودية لديها أعلى معدل لغسل اليدين وهو 97%، في حين كان معدل غسل اليدين في الولايات المتحدة 77%، وكانت الصين صاحبة أدنى معدل وهو 23%.
تحث المناهج المتبعة في المدارس على تحسين السلوكيات المرتبطة بالنظافة مثل غسل اليدين بالماء والصابون، بغسل اليدين الجماعي لأطفال المدارس في أوقات محددة من اليوم لزيادة الوعي الصحي لديهم.

## المواد المستخدمة

### الصابون والمطهرات
إن استخدام المياه وحدها هو أمر عاجز عن تنظيف البشرة ذلك لأن المياه غالبا ما تكون غير قادرة على إزالة الأوساخ والزيوت والبروتينات، التي تكون التربة العضوية. هذا ونحتاج لإزالة الكائنات الممرضة غالونان من المياه في الدقيقة لغسيل اليدين باستخدام المياه المتدفقة.
لذلك، فإن إزالة الميكروبات عن البشرة تتطلب إضافة الصابون أو المطهرات إلى المياه. وحاليا فإن أغلب المنتجات التي تباع على أنها «صابون» هي في الحقيقة من المطهرات، وهذه هي المادة الأكثر استخداما لغسل اليدين.

### حرارة المياه
إن المياه الساخنة الملائمة لغسيل اليدين ليست حارة بما فيه الكفاية لقتل البكتريا. حيث أن البكتريا تتكاثر بشكل أسرع بكثير ضمن حرارة الجسم (37 درجة مئوية). ولكن، المياه الدافئة التي يستخدم معها الصابون تكون فعالة بشكل أكبر من المياه الباردة مع الصابون في إزالة الزيوت الطبيعية عن يديك اللتان تحملان القذارات والبكتريا. وبعكس المعتقدات العامة، فقد أظهرت الدراسات العلمية أن استخدام المياه الدافئة ليس له تأثير على تقليل الحمولة الجرثومية على اليدين.

### الصابون الصلب
بسبب طبيعته القابلة للاستخدام المتكرر، فقد يحمل الصابون الصلب البكتيريا المكتسبة عن طريق الاستخدام السابق. ومع ذلك، فليس من الشائع انتقال البكتريا إلى مستخدمي الصابون، حيث أنها تزال مع الرغوة.

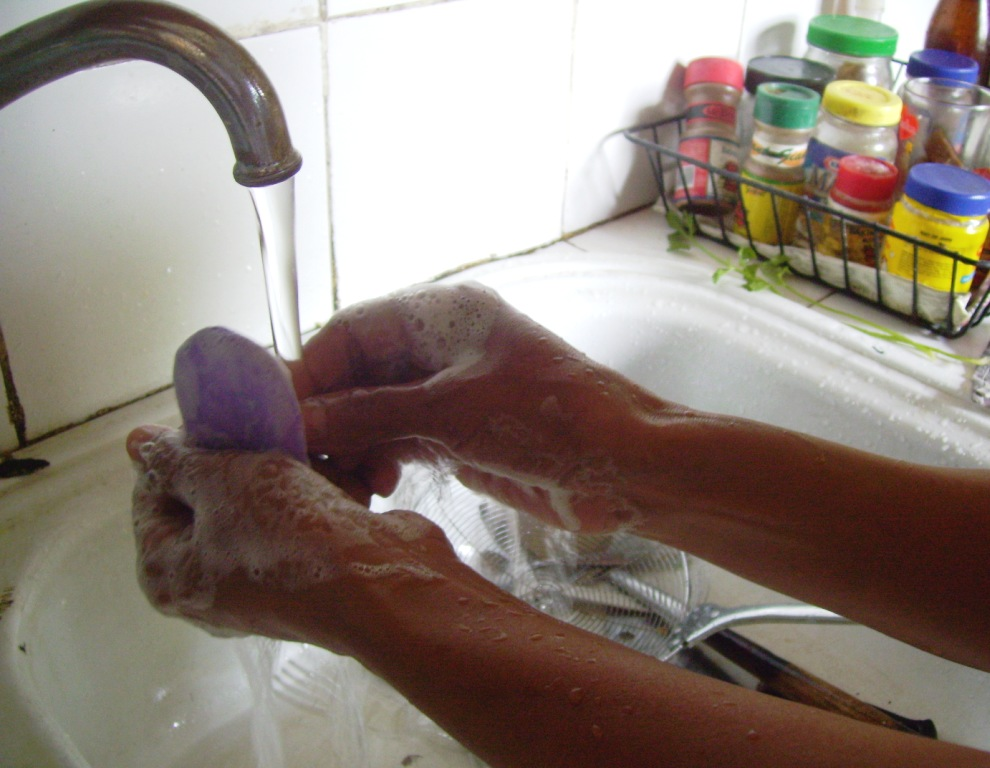
غسل اليدين باستخدام الصابون

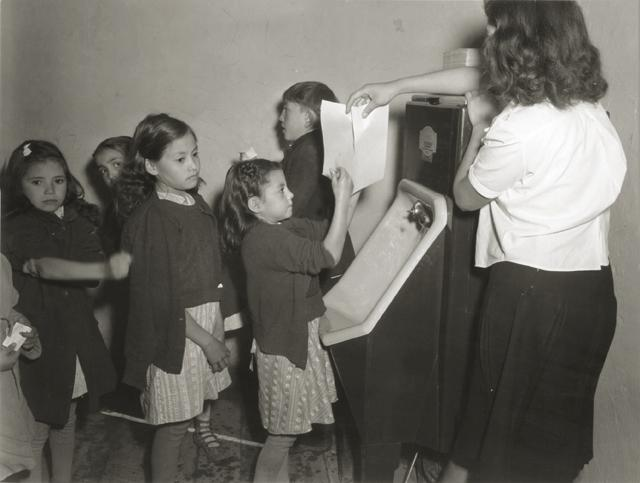
طلاب المدرسة يغسلون أيديهم قبل البدء بطعام الغداء.

### الصابون المضاد للبكتريا
لقد تم الترويج ل الصابون المضاد للبكتريا بشكل كبير للمستهلكين المهتمين بالصحة. وحتى اليوم، لا يوجد هناك دليل على أنه يتم اختيار استخدام المطهر أو مبيد الجراثيم المنصوح باستخدامه لمقاومة العضويات المقاومة للمضادات الحيوية في الطبيعة. وعلى أية حال، فإن الصابون المضاد للبكتريا يحتوي على القوى المضادة للبكتريا مثل التريكلوسان، الذي يحتوي على قائمة واسعة من السلالات المقاومة للكائنات الحية. لذا حتى وإن لم يتم اختيار الصابونات المقاومة للبكتريا لإجهاد المضادات الحيوية المقاومة، فربما ليست فعالة بالقدر الذي يسوق لها.
هذا ويشير تحليل واسع قامت به مدرسة الصحة العامة بجامعة ولاية أوريغون إلى أن الصابون العادي فعال بقدر الصابون المضاد للبكتريا في احتوائه على التريكلوسان وفي منعه للأمراض وإزالته البكتريا عن اليدين.

### مطهر اليدين
يعتبر مطهر اليدين أو معقم اليدين وسيلة تنظيف لليدين لا تحتاج للمياه. وقد بدأت وسائل فرك الكحول المتعمدة على تنظيف اليدين دون الاستعانة بالمياه (والمعروفة أيضا بفرك الكحول المستند على المياه أو فرك اليدين المطهر أو معقمات اليدين) بالانتشار بين العامة في أواخر التسعينات وأوائل القرن الحادي والعشرين. حيث يعتمد معظمها على كحول الآيزوبروبيل أو الإيتانول اللذان يجمعان سوية مع عنصر مثخن مثل كربومير ليصبح هلاميًا، أو مع مرطب مثل الغليسرين ويصبح سائلًا، أو رغوة لسهولة الاستخدام والحد من تأثير الجفاف الناتج عن الكحول..يحتوي معقم اليدين على نسبة من الكحول الفعال القاتل للجراثيم تتراوح على الأقل بين 60 إلى 95 بالمائة. هذا وتقتل مطهرات فرك الكحول البكتريا والبكتريا المقاومة للأدوية المتعددة (ميثيسيلين مقاومة المكورات العنقودية الذهبية أو مكورات عنقودية ذهبية مقاومة للميثيسيلين والمكورات المعوية المقاومة للفانكومايسين أو VRE)، السل والفيروسات (ومنها فيروس نقص المناعة البشرية والهربس وفيروس الجهاز التنفسي المخلوي أو فيروس مخلوي تنفسي وفيروسات الأنف والوقس إضافة إلى الانفلونزا والتهاب الكبد) والفطريات. هذا وتحتوي مطهرات فرك الكحول على نسبة 70 بالمائة من الكحول التي تقتل ما نسبته اللوغاريتم العشري ل3.5 (99.9 بالمائة) من البكتريا الموجودة على اليدين بعد ثلاثين ثانية من إضافتها واللوغاريتم العشري ل4 إلى 5 (99.99 إلى 99.999 بالمائة) من البكتريا الموجودة على اليدين بعد دقيقة من إضافتها عليهما.
يمكن لمطهرات فرك الكحول أن تمنع انتقال مسببات الأمراض المرتبطة بالعناية الصحية (البكتريا سلبية الغرام) أكثر مما يفعل الصابون والماء.
هذا وقد ازداد استخدام هذه الوسائل بناءًا على سهولة استعمالها ومفعولها السريع القاتل للجراثيم الدقيقة.
يمكن للاستخدام الدائم لمعقمات اليدين التي تعتمد على الكحول أن تسبب جفاف البشرة إلا إذا تمت إضافة المطريات أو مرطبات البشرة إلى المركب.هذا ويمكن التقليل أو الحد من أثر الجفاف الذي يسببه الكحول من خلال إضافة الغليسرين أو غيره من مطريات البشرة إلى تركيب المعقم. وفي الاختبارات الطبية، تبين أن المعقمات اليدين التي تعتمد على الكحول تحتوي على المطريات التي تسبب إثارة وضررا أقل للبشرة مما يفعل الصابون أو المنظفات المضادة للبكتريا. ومن النادر حدوث أكزيما التماس أو التهاب الجلد وأعراض اتصال أو فرط الحساسية تجاه الكحول أو إضافاته الموجودة في فرك كحول اليدين.

## التقنيات

### الصابون والمياه

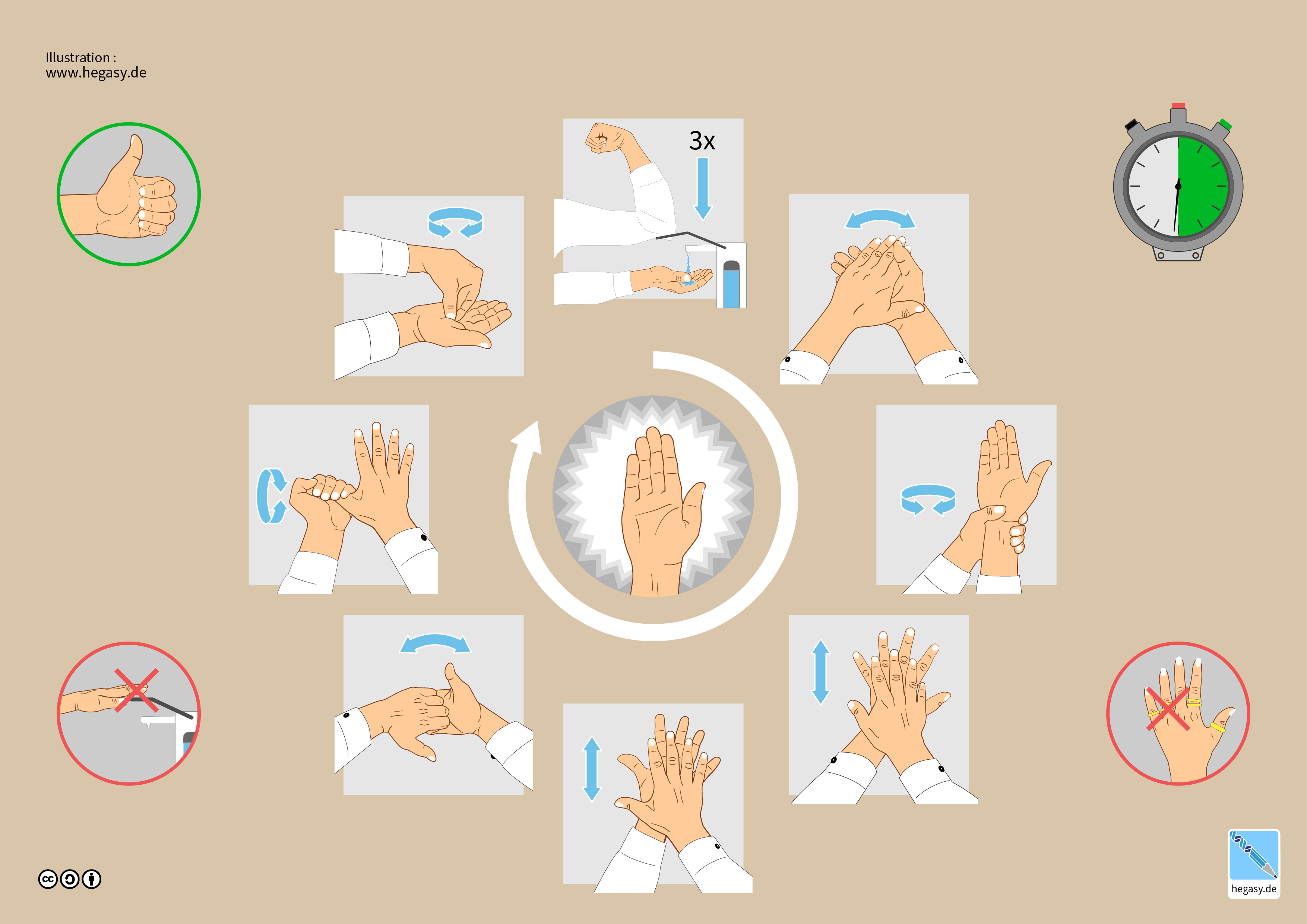

من المتعارف عليه أنه من الضروري استخدام الصابون والمياه الدافئة الجارية وغسيل جميع الأسطح بشكل كامل، بما فيها غسل تحت الأظافر. وعلى المرء أن يفرك اليدين المبللتين بالصابون سوية بعيدًا عن مجرى تدفق المياه لعشرين ثانية على الأقل، وذلك قبل شطفهما بشكل كامل ثم تجفيفهما بواسطة منشفة نظيفة ومعدة للاستخدام. وقد تم إثبات أن استخدام المنشفة يعد جزءًا ضروريًا لإزالة التلوث بشكل فعال، حيث أن القيام بفعل الغسيل يفصل الملوثات عن البشرة لكنه لا يزيلها عنها بشكل كلي – وإن إزالة المياه المتبقية على اليدين (بواسطة المنشفة) يزيل معه أيضا الملوثات المنفصلة. وبعد التجفيف، يجب استخدام منشفة تجفيف ورقية لإغلاق المياه (وفتح باب الخروج إن كان الشخص موجودا في حمام عام). كما ينصح غالبًا باستخدام المستحضر المرطب لحماية اليدين من الجفاف، ويجب على الشخص غسل يديه عدة مرات في اليوم الواحد.

### مطهرات اليدين
يجب استخدام مقدار كاف من مطهر اليدين أو فرك الكحول بحيث يجعل اليدين رطبتين بشكل كامل ويغطيهما كليا. كما يجب فرك الوجهين الأمامي والخلفي لليدين وما بينهما إضافة إلى نهايات الأصابع لثلاثين ثانية تقريبا إلى أن يجف السائل أو الرغوة أو الجل. هذا ويعد استخدام مطهرات اليدين أو فرك الكحول أكثر سرعة وفاعلية من غسل اليديم بواسطة الصابون والمياه. كما أن مطهرات اليدين ومستحضرات فرك الكحول المحتوية على المرطبات لن تجفف بشرة اليدين بقدر ما يفعله الصابون والماء.

### التجفيف
إن تجفيف اليدين بشكل فعال يعتبر جزءًا جوهريًا من عملية تنظيف اليدين، إلا أن هناك بعض الجدل حول الطريقة الأكثر جدوى للتجفيف في الحمام. حيث يقترح الكم الأكبر من الأبحاث أن المناشف الورقية أكثر صحة بكثير من مجففات اليدين الكهربائية التي تتواجد في معظم الحمامات.
في عام 2008، قامت جامعة ويست مينستر في لندن بدراسة قارنت من خلالها مستويات النظافة التي تؤمنها كل من المناشف الورقية ومجففات اليدين التي تصدر الهواء الدافئ إضافة إلى مجففات اليدين الهوائية النفاثة الحديثة. وقد كانت النتائج الأساسية كالتالي:
- بعد غسيل اليدين وتجفيفهما بواسطة مجفف الهواء الدافئ، وجد أن متوسط الرقم الإجمالي للبكتريا يزداد في باطن الأصابع بمقدار 194 بالمائة وفي راحة اليد بمقدار 254 بالمائة.
- نتج عن التجفيف باستخدام مجفف الهواء النفاث زيادة في متوسط العدد الإجمالي للبكتريا على باطن الأصابع بمقدار 42 بالمائة وعلى راحة اليد بمقدار 15 بالمائة.
- عقب الغسل والتجفيف باستخدام المناشف الورقية، قل متوسط العدد الإجمالي للبكتريا على باطن الأصابع إلى نسبة 76 بالمائة كما وصل على راحة اليد إلى 77 بالمائة.

كما تابع العلماء اختباراتهم أيضا لمعرفة ما إذا كان الانتقال المحتمل للتلوث عبر مستخدمي الحمامات الآخرين وبيئة الحمام يمثل نتيجة لاستخدام نوع محدد من التجفيف. وقد وجدوا أن:
- مجفف الهواء النفاث، الذي ينفث الهواء إلى الخارج بسرعة تبلغ 400 ميلا في الساعة، كان قادرًا على نفث الكائنات الحية المجهرية عن اليدين وعن الجهاز ذاته ومن المحتمل أنه لوث مستخدمي الحمام الآخرين وبيئة الحمام إلى بعد يبلغ حوالي مترين.
- استخدام مجفف الهواء الدافئ ينشر الكائنات الحية المجهرية إلى بعد يصل حتى 0.25 مترًا من المجفف.
- أما المناشف الوريقة فلم تظهر انتشارًا ملحوظًا للكائنات الحية المجهرية.[32]

وفي عام 2005، قامت توفالو برودكت وأوويلت بدراسة تم من خلالها طرح معايير مختلفة لتجفيف اليدين. وقد لوحظت التغييرات التالية في عدد البكتريا عقب تجفيف اليدين:
| وسيلة التجفيف      | التأثير في تعداد البكتريا |
| ------------------ | ------------------------- |
| المناشف الورقية    | زيادة بنسبة 24%           |
| مجفف الهواء الساخن | زيادة بنسبة 12%           |

## الاستخدام الطبي

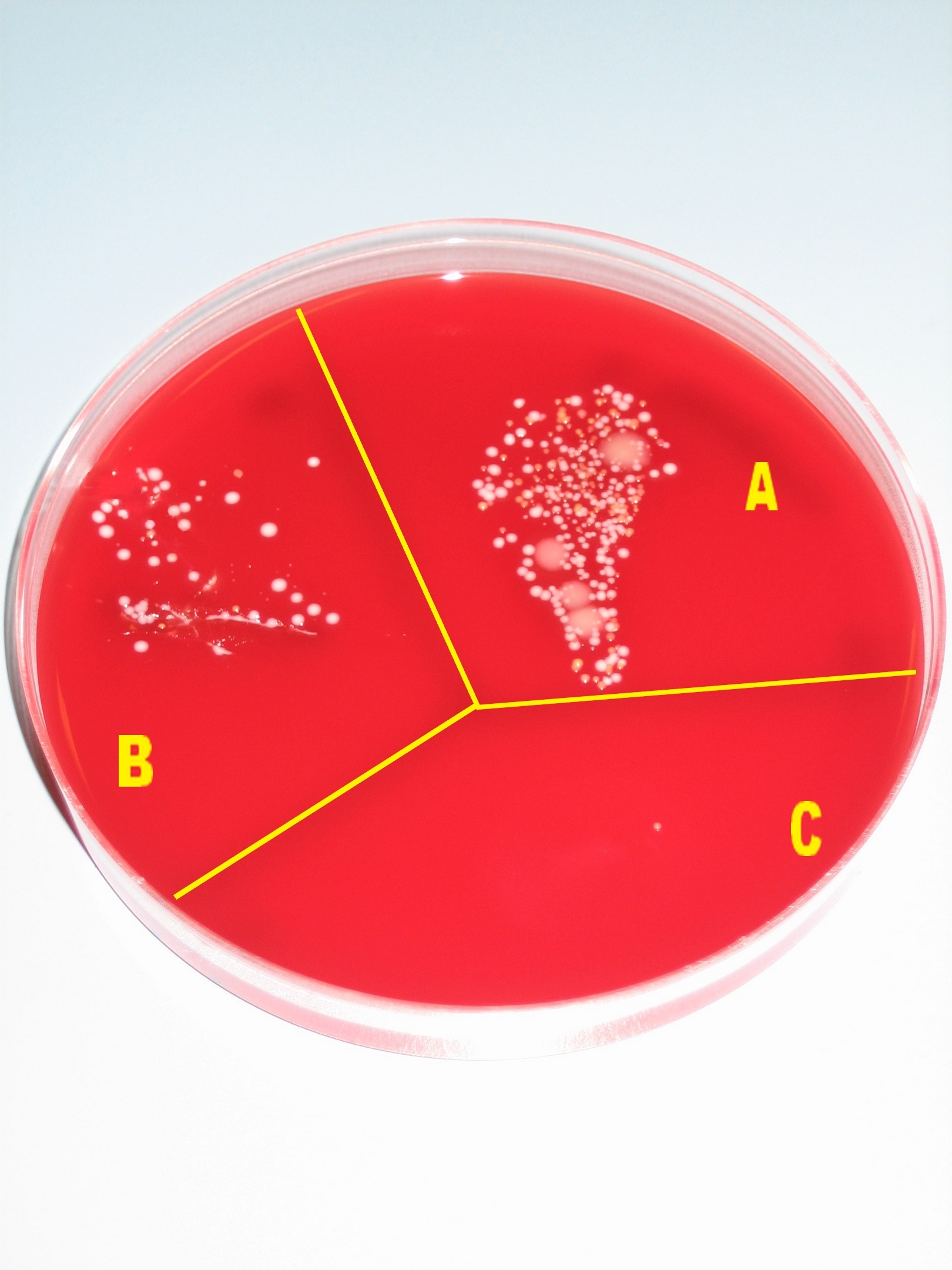
نمو الجراثيم في طبق زراعة دون إجراءات وقائية (A) بعد غسل اليدين بالصابون (B) وبعد تطهير مع الكحول (C).

يتم غسيل اليدين الطبي لخمسة عشر ثانية على الأقل باستخدام كمية وافرة من الصابون والمياه أو الجل لترغية وفرك كل جزء من اليدين. يجب فرك اليدين سوية مع مشابكة الأصابع، وإن كان هناك بقايا تحت الأظافر، يجب إزالتها باستخدام فرشاة خشنة. وبما أن الجراثيم قد تبقى على المياه المتبقية على اليدين فمن المهم شطفهما جيدا وتجفيفهما بواسطة منشفة نظيفة. وبعد التجفيف، يجب استخدام المنشفة الورقية لإغلاق مجرى المياه (وفتح باب الخروج عند الضرورة). إن هذا يجنب اليدين من إعادة تلويثهما من تلك السطوح.
يكمن الهدف وراء تنظيف اليدين في مجال الرعاية الصحية في إزالة الكائنات الحية المجهرية المسببة للمرض («الجراثيم») وتفادي نقلها. تقول تقارير مجلة نيو انغلاند الطبية أن قلة غسيل اليدين تبقى عند مستويات غير مقبولة في معظم البيئات الطبية، حيث أن الكثير من الأطباء والممرضين ينسون غسل أيديهم بشكل روتيني قبل لمس المرضى. وقد أظهرت دراسة أن غسل اليدين الصحيح وغيرها من الإجراءات البسيطة يمكنها تقليل نسبة إصابات المتعلقة بمجرى الدم بمقدار 66 بالمائة.
وقد قامت منظمة الصحة العالمية بإصدار نشرة توضح فيها غسيل وفرك اليدين الصحيح في قطاعات الرعاية الصحية. ويمكن العثور على الدليل التوجيهي لمنظمة الصحة العالمية حول نظافة اليدين على موقعها الإلكتروني للعامة. كما أجرت ويثبي وغيرها عرضًا مماثلًا حول هذا الموضوع.

### أهمية غسل اليدين في مراكز الرعاية الصحية
- توصي منظمة الصحة العالمية بغسل اليدين خلال عدة أوقات:
- قبل تقديم الرعاية للمريض.
- بعد الاتصال البيئي.
- بعد لمس الدم أو سوائل الجسم الأخرى.
- بعد تقديم الرعاية للمريض.

يفضل غسل اليدين أو استخدام مطهر اليدين قبل العناية بأي شخص مريض وبعدها، للحد من انتشار الجراثيم.
أثبتت الدراسات أن فرك اليدين بالمطهرات التي تحتوي على الكحول مع غسل اليدين بالماء والصابون المضاد للبكتيريا مدة 30 ثانية يقلل من التلوث البكتيري بنسبة 26% أكثر مقارنةً بغسل اليدين بالماء والصابون فقط.
يجب تثقيف العاملين في مجال الرعاية الصحية بشأن غسل اليدين بالماء والصابون مع استخدام مطهر اليدين المحتوي على الكحول وتذكيرهم دائمًا بواسطة المنشورات المعلقة داخل المستشفيات.

## الدين

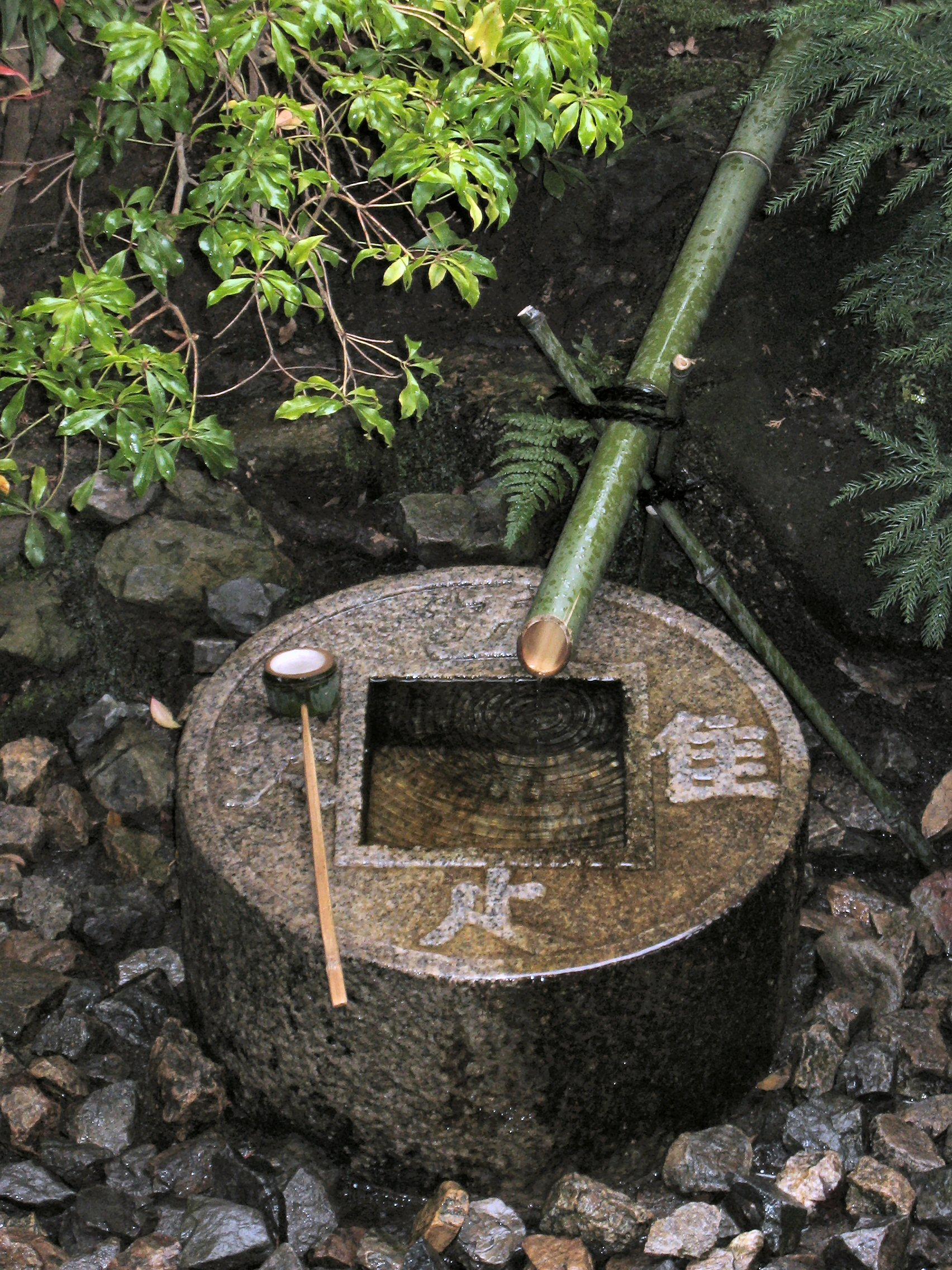
Tsukubai, موجودة في معبد ياباني وترمز إلى غسيل اليدين وشطف الفم الرمزي.

في غسل الماء الرمزي، فإن استخدام المياه فقط لغسل اليدين يعد جزءًا من طقوس غسل اليدين بالنسبة للعديد من الديانات، من ضمنها الديانة البهائية والهندوسية فضلًا عن طقوس الغسيل والوضوء في الديانة اليهودية. والممارسة المشابهة لها هي الاغتسال في الديانة المسيحية والوضوء في الإسلامية وميسوغي في شينتو.

## اليوم العالمي لغسيل اليدين
لقد تم الاحتفال باليوم العالمي لغسيل اليدين في الخامس عشر من شهر تشرين الأول \ أكتوبر 2010، حيث قامت الأحداث في أنحاء العالم. هذا ويهدف هذا اليوم إلى زيادة الوعي حول غسيل اليدين الصحيح، لا سيما بالنسبة للأطفال وفي المدارس. كما تتمثل الأهداف الأساسية لليوم العالمي لغسيل اليدين في تنمية ودعم ثقافة محلية وعالمية لغسيل اليدين باستخدام الصابون، وتسليط الضوء على حالة غسيل اليدين في كل دولة وزيادة التوعية حول فوائد غسيل اليدين مع الصابون. هذا وقد تم استهلال فكرة اليوم العالمي لغسل اليدين من قبل الشراكة الخاصة-العامة العالمية لغسل اليدين باستخدام الصابون. وقد صادقت الحكومات والمؤسسات الدولية ومنظمات المجتمع المدني والمنظمات الغير حكومية والشركات الخاصة والأفراد حول العالم على الاحتفال باليوم العالمي لغسل اليدين.

## فوائد ومضار ممارسات غسل اليدين

### الفوائد
- يساعد على تقليل انتشار الإنفلونزا.[42]
- الوقاية من الإسهال [43]
- تفادي الإصابات التنفسية [44]
- إجراء وقائي من موت الأطفال الذين يولدون في منازلهم.[45]

### المضار
- التسبب في ضرر البشرة [46]